# 以仁王 (小惑星)
以仁王（もちひとおう、5650 Mochihito-o）は、小惑星帯に位置する小惑星である。1990年12月10日、静岡県にあった観測施設、ヤキイモステーションで名取亮と浦田武が発見した。
平安時代末期の皇族で、平家追討の令旨を発した以仁王に因んで命名された。